# Dance Valley
Dance Valley is een eendaags dancefestival dat jaarlijks in de openlucht in gehouden wordt in recreatiegebied Spaarnwoude, in Velsen-Zuid. Het festival wordt georganiseerd door  UDC Events. 
Dance Valley dankt zijn naam aan het heuvelachtige karakter van het festivalterrein.  Dance Valley was 's werelds eerste festival dat elektronische dansmuziek uit de duisternis van de nacht in het licht van een evenement overdag bracht. Dance Valley bleek een blauwdruk voor alle dancefestivals die later in Nederland en de rest van de wereld zouden worden georganiseerd.  Festivaledities vonden ook plaats in Miami, Ibiza, Malta en Israël en het festival wordt ook de 'Woodstock van de dance' genoemd.
Dance Valley profileert zich als een laagdrempelig festival, met een grote variatie in dancemuziekstijlen. Dj’s vanuit de hele wereld treden op het festival op, van Argentinië (Hernan Cattaneo) tot aan Japan (Yoji Biomehanika) en Nederlandse artiesten als Marcello en Dimitri in 1998, Junkie XL in 2000, Armin van Buuren en Tiësto in 2002. De meest voorkomende genres tijdens Dance Valley zijn; EDM, dance, house, R&B en urban. 
Op het terrein staan een tiental circustenten en een paar grote podia in de open lucht, verspreid over verschillende area's. Elke tent vertegenwoordigt een van de vele dance-stijlen en daardoor is het aanbod op Dance Valley breed. Op het hoofdpodium (de main stage) staan de populairste dj’s van verschillende stijlen. Het complete terrein wordt omgebouwd tot een klein dorp, waar allerlei performers, acts en attracties te vinden zijn. Het delen van de liefde voor dance en dj's staat centraal op Dance Valley.
Jaarlijks terugkomende elementen zijn de rotswand (een unieke plek op het terrein) en de bloemenregen (vanuit een helikopter wordt het terrein bestrooid met bloemen), die verbonden zijn met het festival.

## Geschiedenis
- In 1995 werd Dance Valley voor het eerst gehouden op het recreatiegebied Spaarnwoude. De eerste editie trok al direct 8.000 bezoekers. De grootste attractie was dj Carl Cox, die sindsdien op vrijwel iedere editie van Dance Valley heeft opgetreden.
- In 1996 waren de bezoekers beter voorbereid en zij bezochten het festival met beter schoeisel, zonnebrandcrème en regenjassen. Naast Nederlandse en Engelse artiesten kwamen er ook artiesten met een Duitse, Zweedse en Belgische nationaliteit plaatjes draaien.
- In 1997 was het festival twee keer zo groot als in de voorgaande jaren. Met internetruimtes en flightsimulators konden de bezoekers even op adem komen.
- De editie van 1998 begon klein en knus. Het was de eerste editie waarbij vele bezoekers zich uitdosten met allerlei outfits, maar door het warme weer hielden ze dit niet lang vol.
- In 1999 stond de teller inmiddels op 40.000 bezoekers. Het typische Hollandse weer, wat tegen de voorspellingen inging, zorgde voor bomvolle tenten en schuilende bezoekers. Desondanks bleven velen buiten in de regen dansen en ontpopte het festival zich als “Woodstock of Dance”.
- De eerste editie van het nieuwe millennium trok in 2000 meer dan 60.000 bezoekers. Het festival begon al in de file – van 17 kilometer – en telde 14 areas en 120 dj’s.
- In 2001 bereikte het festival zijn hoogtepunt met meer dan 100.000 bezoekers. Het einde verliep echter niet als verwacht. Het weer sloeg aan het eind van de dag om en pendelbussen konden het festivalterrein niet goed bereiken, waardoor vele bezoekers door de stromende regen terug moesten lopen. Enkele bezoekers raakten onderkoeld.
- In 2002 had Dance Valley zijn regels aangescherpt om een herhaling van wat er tijdens de voorgaande editie gebeurde te voorkomen. De 40.000 kaarten – de ingestelde limiet – waren binnen een half uur uitverkocht. De dag begon als een modderpoel maar het klaarde in de middag snel op.
- De editie van 2003 ging in de boeken als een van de heetste edities ooit. Hoofdact Junkie XL, die dat jaar een wereldhit scoorde met zijn remix van “A Little Less Conversation” trad op voor ruim 40.000 bezoekers.
- Met “A Decade of Dance” vierde Dance Valley in 2004 zijn tiende verjaardag. Deze speciale editie werd gevierd met een huwelijksaanzoek op de mainstage.
- In 2005 breidde Dance Valley het festival uit naar een tweedaags evenement. Met een aparte kampeerlocatie konden bezoekers met een weekendticket 2 dagen Dance Valley bezoeken. De eerste overnachting op Dance Valley was een feit.
- Ook in 2006 vond er een tweedaagse editie plaats. Met een non-stop dance-gedeelte aan de campingzijde kon men 24 uur per dag dansen.
- In 2007 werd het festival teruggebracht naar een eendaags festival. Voor het eerst werd er een thema aan het festival gekoppeld: Cirque de la dance.
- Met inmiddels 15 podia en meer dan 150 dj’s in 2008 groeide Dance Valley weer naar zijn oorspronkelijke formaat. Met enkele regendruppels bleef de editie droog.
- In 2009 vierde Dance Valley zijn 15-jarig bestaan. Met ruim 20 podia en bijna 200 dj’s was dit een van de grootste edities ooit, waar meer dan 55.000 bezoekers bijeen kwamen.
- In 2010 was Dance Valley zelfs nog iets groter dan de voorgaande editie met 200 dj’s en 24 podia, deze editie trok weer rond de 55.000 bezoekers.
- In 2011 konden paren tijdens het festival op 6 augustus trouwen. Een trouwambtenaar van de gemeente Velsen was aanwezig en medewerkers van Dance Valley assisteerden bij de kleding van de bruidsparen. Er waren 19 podia en 150 dj’s, het festival trok, ondanks een actie waarbij het tweede kaartje gratis was, een tegenvallende 30.000 bezoekers.
- Dance Valley 2012 vond plaats op 4 augustus.
- In 2018 vond Dance Valley zichzelf opnieuw uit en koos voor een gevarieerde en eigentijdser muzikaal programma. Ook het logo en de visuele huisstijl werd vernieuwd, alsmede een kleurrijkere aankleding van de podia en het festivalterrein.
- In 2019 vierde Dance Valley haar 25e verjaardag met een speciale '25th anniversay edition'. Wereldster David Guetta sloot het festival af.
- Edities 2020 en 2021 konden geen doorgang vinden vanwege de wereldwijde coronapandemie.
- In 2022 kon Dance Valley na twee jaar afwezigheid weer plaatsvinden. Het festival had acht verschillende podia gevuld met techno, house, hardstyle, edm, urban, trance en aanverwante stijlen. Het festival was uitverkocht met ruim 30.000 bezoekers.